# Aija Brumermane
Aija Brumermane, coniugata Klakocka (Riga, 17 ottobre 1986), è una cestista lettone.
Alta 191 cm, gioca come centro.

## Carriera
Con la Lettonia ha disputato i Giochi olimpici di Pechino 2008, i Campionati mondiali del 2018 e sei edizioni dei Campionati europei (2005, 2007, 2009, 2013, 2017, 2019).